# Gene Simmons
Eugene Klein (geboren als Chaim Witz, Tirat Carmel (Israël), 25 augustus 1949) beter bekend als Gene Simmons, is een Israëlisch-Amerikaans rockmuzikant, zanger, acteur en zakenman.

The Demon
Gene Simmons' Kiss persona

## Biografie
Hij richtte eind jaren 60, begin jaren 70 samen met Stanley Eisen (Paul Stanley) de rockband Wicked Lester op. Zij namen één album op, maar dit werd tot 2002 niet uitgegeven. Nadat deze band ter ziele ging, richtte hij, weer samen met Paul Stanley in 1972 KISS op. Dit moest 'de band die ze altijd al hadden willen zien, maar nooit te zien kregen' worden. Als drummer werd Peter Criscoula (Peter Criss) aangetrokken en als sologitarist Paul Frehley (Ace Frehley). In deze bezetting is Gene zanger/bassist in persona van de vuur- en bloedspuwende "demon".
Gene is een veelzijdige artiest. Hij speelt basgitaar, gitaar en een beetje piano. Hij zingt, componeert en acteert ( Never Too Young to Die, Trick or Treat, Red Surf, Runaway...). Ook staat hij bekend als muziek- en televisieproducer. Zo ontdekte hij enkele bekende rockbands, zoals Angel, Van Halen en Cinderella en is hij de bedenker en producer van de tekenfilmserie My Dad The Rock Star.
Voordat hij artiest werd, was hij leraar Engels. Hij trouwde na 28 jaar eindelijk met zijn grote liefde Shannon Tweed, op 1 oktober 2011 in het Beverly Hills Hotel. Het stel heeft twee kinderen: zoon Nicholas (° 22 januari 1989) en dochter Sophie (° 7 juli 1992).
Hij beweert met meer dan 5000 vrouwen het bed gedeeld te hebben. Eind februari 2008 lekte een sekstape uit waarin hij samen met het Oostenrijkse model Elsa te zien is. In zijn jeugd werd hij vooral beïnvloed door The Beatles, The Rolling Stones, de zogeheten 'Britse invasie' en vele Motownartiesten.
Simmons heeft ook een rol gespeeld in de Amerikaanse serie 'Ugly Betty', in het tweede seizoen als zichzelf. Hij speelde ook zichzelf in de misdaadseries 'Castle' en 'CSI Las Vegas'. Bovendien speelde gastrollen in een aantal andere televisieseries.

## Zakenman
Simmons is naast bassist en zanger bij Kiss vooral ook zakenman. Samen met zijn zakenpartner Rich Abramson heeft hij een marketingbedrijf dat vooral bekend is geworden door hun promotiecampagne voor de Indycars (I am Indy). In 2008/2009 heeft hij ook zijn platenlabel (Simmons records) weer nieuw leven ingeblazen en richt zich daarmee vooral op de Canadese markt. Daarnaast is hij een van de mensen achter No Good TV (NGTV.com), heeft hij een eigen kledinglijn en is eigenaar van het moneybag logo (zak geld met een dollarteken). In zijn eigen succesvolle realitysoap wordt vooral duidelijk dat Simmons iedere gelegenheid die hij krijgt om geld te verdienen benut. Hij verzekerde zijn tong voor 700.000 euro

## Discografie
Zie de Kiss discografie voor de albums van KISS.
Als soloartiest heeft Simmons twee albums uitgegeven:
- Gene Simmons (1978)
- Asshole (2004)

Ook heeft hij 2 luisterboeken uitgebracht:
- Sex Money Kiss (2003)
- Speaking in Tongues (2004)

- Bibsys: 3082059
- Biblioteca Nacional de España: XX1517292
- Bibliothèque nationale de France: cb14033293f (data)
- CiNii: DA06259355
- Gemeinsame Normdatei: 123437709
- International Standard Name Identifier: 0000 0001 0907 8435
- Library of Congress Control Number: n92105748
- MusicBrainz: 96a1182f-e8e6-4df6-a811-82cb67d4565c
- Bibliotheek van het Japanse parlement: 00874085
- Nationale Bibliotheek van Tsjechië: ola2002151572
- Nationale Bibliotheek van Israël: 987007463170405171
- Nationale Bibliotheek van Polen: a0000001255812
- Nationale en Universitaire bibliotheek Zagreb: 000066958
- Nederlandse Thesaurus van Auteursnamen: 100725538
- LIBRIS: 136576
- Système universitaire de documentation: 200198726
- Virtual International Authority File: 61746547
- WorldCat: E39PBJvXgpbPF7TKffM7XCY9Dq